# Modern Love
Modern Love és una sèrie de comèdia romàntica per a web tv basada en la columna setmanal publicada per The New York Times, i es va estrenar a Amazon Video el 18 d'octubre de 2019. El 24 d'octubre de 2019 es va informar que Amazon havia renovat Modern Love per a una segona temporada.

## Sinopsi
Modern Love explora "l'amor en les seues diverses formes – incloent amor sexual, romàntic, familiar, platònic i propi".

## Repartiment
- Anne Hathaway com a Lexi
- Tina Fey com a Sarah
- Andy García com a Michael
- Dev Patel com a Joshua
- Caitlin McGee com a Emma
- John Slattery com a Dennis
- Brandon Victor Dixon com a Daniel
- Catherine Keener com a Julie
- Julia Garner com a Maddy
- Cristin Milioti com a Maggie Mitchell
- Olivia Cooke com a Karla
- Andrew Scott com a Tobin
- Brandon Kyle Goodman com a Andy
- Shea Whigham com a Peter
- Gary Carr com a Jeff
- Sofia Boutella com a Yasmine
- John Gallagher Jr. com a Rob
- Quincy Tyler Bernstine com a Sylvia
- Laurentiu Possa com a Guzmin
- Ed Sheeran com a Mick
- Jane Alexander com a Margot
- Peter Hermann com a Philippe
- James Saito com a Kenji
- Judd Hirsch com el Poli/Venedor/Conductor de taxi

## Episodis
| Núm. | Títol                                               | Direcció      | Guió                   | Reescrit per          | Data d'estrena original | Codi de prod. |
| ---- | --------------------------------------------------- | ------------- | ---------------------- | --------------------- | ----------------------- | ------------- |
| 1    | «When the Doorman Is Your Main Man»                 | John Carney   | John Carney            | Julie Margaret Hogben | 18 d'octubre de 2019    | MOLV 102      |
| 2    | «When Cupid Is a Prying Journalist»                 | John Carney   | John Carney            | Deborah Copaken       | 18 d'octubre de 2019    | MOLV 101      |
| 3    | «Take Me as I Am, Whoever I Am»                     | John Carney   | John Carney            | Terri Cheney          | 18 d'octubre de 2019    | MOLV 103      |
| 4    | «Rallying to Keep the Game Alive»                   | Sharon Horgan | Sharon Horgan          | Ann Leary             | 18 d'octubre de 2019    | MOLV 106      |
| 5    | «At the Hospital, an Interlude of Clarity»          | Tom Hall      | Tom Hall               | Brian Gittis          | 18 d'octubre de 2019    | MOLV 104      |
| 6    | «So He Looked Like Dad. It Was Just Dinner, Right?» | Emmy Rossum   | Audrey Wells           | Abby Sher             | 18 d'octubre de 2019    | MOLV 105      |
| 7    | «Hers Was a World of One»                           | John Carney   | John Carney            | Cap                   | 18 d'octubre de 2019    | MOLV 107      |
| 8    | «The Race Grows Sweeter Near Its Final Lap»         | Tom Hall      | John Carney & Tom Hall | Eve Pell              | 18 d'octubre de 2019    | MOLV 108      |